# Polyphlebium endlicherianum
Espèce
Polyphlebium endlicherianum est une fougère de la famille des Hyménophyllacées.
Synonymes : Trichomanes endlicherianum C.Presl, Crepidomanes endlicherianum (C.Presl) P.S.Green, Crepidopteris endlicheriana (C.Presl) Copel., Crepidophyllum endlicherianum (C.Presl) C.F.Reed, Reediella endlicheriana (C.Presl) Pic.Serm., Trichomanes erectum Brack., Trichomanes tenue Brack., Trichomanes pyxidiferum var. marchionicum E.D.Br.
Cette espèce a été dédiée au botaniste autrichien Stephan Ladislaus Endlicher par Karel Bořivoj Presl.

## Description
Cette espèce dispose des caractéristiques générales du genre :
- le rhizome, long et rampant, est d'environ 0,1 mm de diamètre, il porte d'abondants et denses poils brun-rougeâtre
- les frondes sont divisées deux fois (rarement trois fois), de 1 à 4 cm de long (parfois jusqu'à 8 cm) et de 0,5 à 1,5 cm de large (parfois jusqu'à 2,5 cm) ; la bordure du limbe n'est pas découpée
- les fausses nervures sont absentes
- le sore est campanulé, inséré à la base d'un segment du limbe.

Il s'agit d'une espèce saxicole ou épiphyte des forêts humides.

## Distribution
Cette espèce est présente en Polynésie, en Nouvelle-Zélande et en Australie.